# Силвер Фирс (Вашингтон)
Силвер Фирс (енгл. Silver Firs) насељено је место без административног статуса у америчкој савезној држави Вашингтон.

## Демографија
По попису из 2010. године број становника је 20.891.
| Група             | 2000.    | 2010.          |
| Белци             | 0 (0,0%) | 15.449 (74,0%) |
| Афроамериканци    | 0 (0,0%) | 349 (1,7%)     |
| Азијати           | 0 (0,0%) | 2.803 (13,4%)  |
| Хиспаноамериканци | 0 (0,0%) | 1.285 (6,2%)   |
| Укупно            | 0        | 20.891         |